# 羽島市
羽島市（日语：／ Hashima shi */?），是日本中部岐阜县南部的城市。在东方有木曾川，在西面有长良川。城市标高低，曾經遭受到了水灾。1954年城市制度实施。以前是正木村、足近村、小熊村、竹鼻町、上中島村、下中島村、江吉良村、堀津村、福寿村和桑原村。

## 交通
新幹線在此設有岐阜羽島站，名鐵在其旁設有新羽島站，但JR在來線在此並沒有任何車站。